# Bitcoin
Bitcoin je označení pro open-source P2P platební síť a zároveň její základní účetní jednotku, zvanou bitcoin.
Hlavní unikátností bitcoinu je jeho plná decentralizace; je navržen tak, aby nikdo, ani autor nebo jiní jednotlivci, skupiny či vlády, nemohl měnu ovlivňovat, padělat, zabavovat účty, ovládat peněžní toky nebo způsobovat inflaci. V síti neexistuje žádný centrální bod – kdokoliv, kdo by mohl o síti rozhodovat. Konečné množství bitcoinů je předem známo a uvolňování bitcoinů do oběhu je definováno ve zdrojovém kódu protokolu. Cena jednoho bitcoinu 11. listopadu 2024 překročila 2 miliony korun českých.
Síť funguje od roku 2009 (3. ledna 2009 07:15:05). Roku 2008 ji popsal a vytvořil člověk nebo skupina lidí podepsaná jako Satoši Nakamoto, přičemž ještě 2 měsíce před tím byla zaregistrována doména bitcoin.org. K autorství se v květnu 2016 přihlásil Australan Craig Steven Wright, což bylo ale rychle zpochybněno. Sahil Gupta označil za pravděpodobného autora bitcoinu velkopodnikatele Elona Muska, který má hluboké znalosti ekonomie, šifrování a kódování. Elon Musk ale toto tvrzení odmítl.
Základem pro vznik bitcoinu byly koncepty „Bit gold“ a „b-Money“. Nyní pro platby existuje oficiální softwarový klient, o který se starají dobrovolníci z celého světa, a několik alternativních klientů.
Od roku 2011 se o bitcoinu, ekonomice, možnostech a důsledcích této měny pořádají konference – v New Yorku, Praze a Londýně (2012). Další proběhla roku 2013 v San José. V roce 2022 se v Miami uskutečnila největší bitcoinová konference v historii.
V září 2012 vznikla Bitcoin Foundation, starající se o infrastrukturu okolo bitcoinu (včetně hlavního klienta), sledování hrozeb a případné vylepšování protokolu, zajišťování konferencí a propagaci měny. Vzhledem k decentralizované povaze sítě však tato nadace nemá žádné zvláštní pravomoce. V síti vždy rozhoduje většina, bez ohledu na Bitcoin Foundation.
V září 2021 čínská centrální banka označila všechny transakce v kryptoměnách za nezákonné a prohlásila, že musí být zakázané, což vedlo k oslabení bitcoinu.
Originalita bitcoinu spočívá v tom, že i přes skutečnost, že se jedná o data, není možné je nijak zkopírovat. Můžete jej buď vytěžit nebo získat od někoho, kdo ho již vlastní.

## Vlastnosti
Na rozdíl od většiny měn není bitcoin závislý na důvěře k jejímu (centrálnímu) vydavateli ani prostředníkovi (bance, státu). Pro provádění transakcí se využívá distribuovaná databáze napříč uzly peer-to-peer sítě. Měna je tak závislá na široké komunitě. Sociální média tak mohou nepřímo ovlivňovat kurz bitcoinu. K zabezpečení sítě je využita kryptografie, umožňující používat pouze peníze, které daný uživatel vlastní, a zabraňující opakovanému využití již utracených peněz.

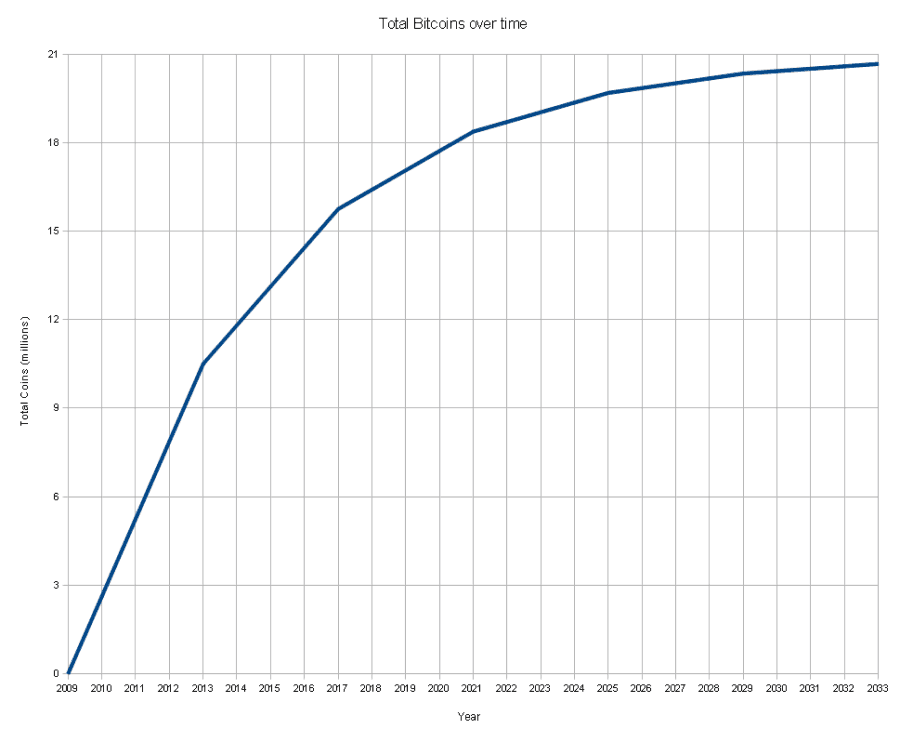
Předpoklad růstu počtu bitcoinů do roku 2033

Bitcoin umožňuje pseudonymní držení a převod měny. Bitcoiny mohou být uloženy v osobním počítači ve formě souboru s peněženkou nebo uchovávány pomocí služby třetí strany. Je však možné mít peněženku i zcela offline (na papíře) a lze zcela offline adresu vygenerovat. Peer-to-peer topologie a chybějící centrální autorita zabraňuje komukoliv manipulovat se zásobou této měny. Konečné množství bitcoinů v oběhu je předem dané, a proto není možné vyvolat umělou inflaci vytvořením množství většího.
Celkové množství bitcoinů, které budou vytěženy, je přibližně 21 000 000 (přesněji 20 999 999,9769). Růst se totiž postupně zpomaluje a veškeré bitcoiny budou vytěženy v roce 2140 (drtivá většina však cca v roce 2030). Pokud tedy bude stále stejný zájem o novou měnu, dojde k deflaci. S tím je v protokolu počítáno, protože lze platit i zlomky bitcoinů. V roce 2024 má síť stále dělitelnost na 8 desetinných míst, je možné ji však do budoucna rozšířit.

## Základní princip fungování

### Uživatelé a těžaři
Veškerá komunikace v síti probíhá pomocí počítačového programu (nebo jiného klienta, např. na mobilu), který komunikuje s dalšími uzly (účastníky). Účastníci jsou dvojího druhu: koncoví uživatelé a těžaři. Každý účastník může být koncový uživatel, těžař, anebo obojí.
- koncoví uživatelé jsou lidé, kteří si posílají bitcoiny. Každý uživatel má jednu nebo více peněženek, které slouží jako adresy pro platby. Současně si také udržují distribuovanou databázi všech proběhlých transakcí v síti – tzv. blockchain[19][20] (v případě plnohodnotného klienta; je možné se na databázi ptát jiného důvěryhodného uzlu, popř. si udržovat jen část). Tak každý uzel ví, která mince/část v síti patří které peněžence. Každé peněžence náleží soukromý a veřejný klíč. Pokud chce uživatel poslat peníze, vezme patřičný obnos svých mincí + případný poplatek (viz dále) a vytvoří transakci, kterou podepíše soukromým klíčem. Tuto informaci rozešle všem uzlům (uživatelům), ke kterým je připojen, ti to rozešlou dalším apod. do celé sítě. K příjemci se tak informace o platbě dostane téměř ihned (v řádu sekund), transakce však ještě není tzv. potvrzena.
- těžaři potvrzují transakce v síti. Těžař seskupí transakce čekající na potvrzení, přidá k nim odkaz na předchozí potvrzený blok transakcí a údaj zvaný kryptografická nonce. Snaží se najít takovou nonci, aby se hash SHA-256 nového bloku vešel pod sítí stanovený limit. Limit je nastaven tak, aby se to v celé síti dařilo průměrně jednou za 10 minut, takže nalezení vhodné nonce je obtížné a to tím více, čím výkonnější celá síť je. Těžař, kterému se nalezení nonce a tím i vytvoření a potvrzení nového bloku transakcí podaří, si ponechá veškeré poplatky ze zahrnutých transakcí a odměnu za potvrzení bloku. Odměna za potvrzení bloku je momentálně 3,125 BTC [25](první půlení z 50 BTC na 25 BTC se odehrálo 28. listopadu 2012, druhé z 25 BTC na 12,5 BTC 9. července 2016, třetí 11. května 2020 z 12,5 BTC na 6,25 BTC a zatím poslední 20. dubna 2024 z 6,25 BTC na 3,125 BTC) a jedná se o jediný a předem stanovený způsob emise nových bitcoinů. Odměna se však každých 210 000 bloků (tj. každé 4 roky) snižuje na polovinu a růst množství peněz zpomaluje. Těžař si může vybrat, které transakce do nového bloku zahrne a které ne (podle výše poplatku). Je důležité zmínit, že protože je síť anonymní, těžaři nevědí nic o odesílatelích ani příjemcích a jediným smysluplným kritériem pro zahrnutí nebo nezahrnutí transakce do bloku je právě zvolený poplatek. O tom, který těžař první nalezne vhodnou nonci (a rozhoduje o zařazení transakcí), rozhoduje náhoda. Transakční poplatky a odměna za potvrzení bloku jsou ekonomickou motivací činnosti těžařů. Snižováním odměny dojde ke stále většímu vyžadování transakčních poplatků.

Nikdo jiný kromě uživatelů a těžařů v síti nefiguruje.

### Potvrzování transakcí

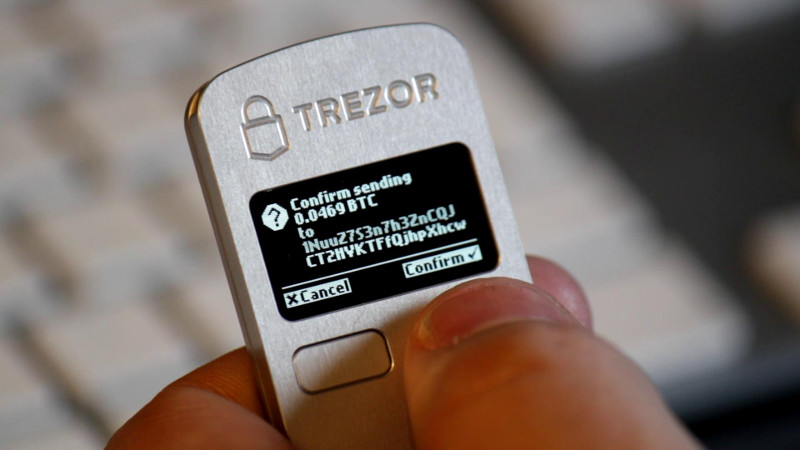
Hardwarová kryptoměnová peněženka Trezor od SatoshiLabs s potvrzením bitcoinové transakce

Těžaři řeší umělý problém nalezení kryptografické nonce proto, aby potvrzení nového bloku bylo velice složité, a tedy i velice obtížně padělatelné, přitom ale snadno ověřitelné. Pokud by chtěl útočník změnit platební historii, musel by mít k dispozici výpočetní výkon větší, než je výpočetní výkon celého zbytku sítě. Tomuto teoretickému útoku se také říká 51% útok. Bitcoin počítá s tím, že takové množství výkonu žádná jedna entita nemá. I kdyby se to ale někomu povedlo, mohl by měnit pouze své vlastní transakce a zamezit potvrzování ostatních transakcí (tedy nemohl by například převádět cizí peníze k sobě ani stávající databázi nějak ničit). 51% útok je nepravděpodobný, např. v květnu 2013 byla síť těžařů více než 60krát výkonnější než nejrychlejší superpočítač světa. Získat nadpoloviční většinu výpočetního výkonu v celé síti by navíc bylo pro útočníky velmi nákladné. I kdyby byli ochotni investovat a opravdu síť tímto způsobem napadnout, klesla by důvěra v samotný bitcoin a s ním i jeho cena. Díky naprosté transparentnosti by totiž všichni uživatelé sítě snadno zjistili, že nejdelší větev na blockchainu, která je považována za platnou, je prodlužována pouze jedním uzlem. Pokud by 51% útok někdy proběhl, jednalo by se spíše o podkopání důvěry v samotnou bitcoinovou síť, než snaha o reálné odcizení prostředků.
Každý nový blok odkazuje na předchozí blok, a tím potvrzuje i všechny předešlé transakce. Tudíž každá transakce je potvrzena tolikrát, kolik bloků bylo vytvořeno od prvního zahrnutí (včetně toho prvního bloku). Čím více potvrzení, tím obtížnější je padělatelnost celého procesu, a tím tedy více může příjemce věřit, že mu peníze skutečně přišly. Obecně se nízké částky (pití v automatu) přijímají i bez potvrzení, běžné částky 1–3 potvrzení, originální klient bere transakci za zcela důvěryhodnou při 6 potvrzeních.
Obtížnost nalezení bloku (limit hashe) je každých 14 dní upravována podle aktuální výpočetní síly všech těžařů tak, aby byl nový blok uvolněn průměrně každých 10 minut. Měna je tedy do sítě uvolňována přibližně stejnou rychlostí, nehledě na počet těžařů či celkový výkon v síti.
Více o technických podrobnostech fungování česky viz

### Peněženky a placení
Každý uživatel má jednu nebo více peněženek/adres. Kvůli anonymitě je doporučeno pro každou příchozí platbu vygenerovat novou adresu (odesílatel pak neuvidí zůstatek příjemce, protože bude posílat peníze na prázdnou adresu). Ke generování adres ale dochází i interně; při odesílání nelze utratit pouze část, takže se automaticky vytvoří další vlastní adresa a platba se rozdělí na dva příjemce: na jednoho, kterého uživatel zadal, a zbytek částky se pošle zpět uživateli jako tzv. „drobné“ na nově vygenerovanou adresu.[zdroj?] Tuhle vlastnost však většina klientů před uživatelem zcela skryje; je tak vidět pouze v blockchainu.
Vlastnictví peněženky není v síti nijak „vidět“. S penězi v dotyčné peněžence může nakládat ten, kdo vlastní soukromý klíč (typicky ten, kdo peněženku vytvořil). Zůstatek, který se uživateli zobrazuje v klientu, je pak pouze součtem peněz na těch peněženkách, od kterých má klient soukromý klíč.
Z toho důvodu nemusí být příjemce při příjmu peněz k síti připojen; transakce proběhne stejně. Klient si při dalším spuštění jen zkontroluje pohyby na svých peněženkách a podle toho upraví zůstatek, který se zobrazí uživateli.
Adresa je hash veřejného klíče (zhruba) a aby se dala použít (poslat na ni peníze), nemusí být nikde v síti registrovaná. Síť ji poprvé uvidí až při vlastním poslání peněz. Adresu tak lze vytvořit zcela offline.

### Ztracená peněženka
Aby se zabránilo překlepům při opisování adresy, má v sobě vestavěný kontrolní součet (nedá se tedy splést s pravděpodobností 1 : 4 mld.). Pokud by se tak přesto stalo (nebo někdo schválně dopočítal kontrolní součet neexistující adrese, jako např. adresa 1BitcoinEaterAddressDontSendf59kuE), peníze na tuto adresu budou navždy ztraceny. Stejně tak se stane, pokud uživatel ztratí peněženku (smaže ji) a nemá zálohu. V bitcoin síti neexistuje nic jako „ztracená peněženka“, protože nelze nijak poznat, že k ní nikdo nevlastní soukromý klíč. Pro ostatní účastníky sítě je taková událost prospěšná; velice mírně se zvýší hodnota jejich bitcoinů (dojde k deflaci). Analogií v reálném světě je spálení bankovek.
Začátkem roku 2018 se odhadovalo, že je nenávratně ztraceno více než tři miliony bitcoinů, což v té době byla pětina oběhu. V odhadu je ale zahrnut i milion bitcoinů vytěžených zakladatelem Satoshim.

### Těžařská uskupení
Protože je nalezení bloku náhodný proces, pro malé těžaře je výdělek velice nepředvídatelný. Těžaři se proto často sdružují do tzv. těžařských uskupení (mining pool) a zkoušejí štěstí společně. Pokud některý z nich nalezne blok, odměna se rozdělí mezi všechny těžaře. Hlavní výhodou je větší předvídatelnost; zatímco těžař s průměrnou grafickou kartou by našel blok v průměru až za 5 let a do té doby by nezískal nic (květen 2013), v uskupení může dostávat poměrně malou část několikrát denně. Nevýhodou jsou pak obvyklé poplatky správcům uskupení v řádu procent.

#### Technické řešení těžařského uskupení
Na princip fungování těžařských uskupení přišel český programátor Marek Palatinus (slush), jehož pool dodnes provozuje firma Braiins pod názvem Braiins Pool. Od svého spuštění v roce 2010 vytěžil přes 1,3 milionu bitcoinů, tj. přes 6 % veškeré zásoby, která bude kdy existovat Funguje to tak, že uskupení vytvoří téměř celý blok (zahrne všechny transakce apod.), jediné, co chybí, je kryptografická nonce, která spolu s ostatními údaji bude dávat správný hash (menší než hodnota stanovená sítí). Uskupení pak každému těžaři přidělí rozsah, ve kterém má nonci hledat. Těžař hlásí uskupení dílčí výsledky, které jsou menší, než hodnota daná uskupením. Hodnota daná uskupením je větší, než je potřeba na nový blok. Většina dílčích výsledků tak nevede na nový blok, ale uskupení dostává informace, že těžař na problému pracuje a podle počtu dílčích výsledků ho i odměňuje.
Protože pravidla bloku určuje správce uskupení, nikoli těžaři, má správce uskupení poměrně velký vliv. Je tak důležité, aby žádné uskupení nemělo nadpoloviční většinu těžařů, neboť by správce mohl rozhodovat, které transakce nezahrnout a síť by tak byla částečně centralizována. Statistiky uskupení viz

### Segregated Witness (Segwit)
SegWit je upgrade bitcoin protokolu, který byl aktivován v roce 2017. Poprvé byl představen na konferenci Scaling Bitcoin v Hongkongu Bitcoin Core vývojářem Pietrem Wuillem.
Tato inovace odděluje podpisová (signature) data z transakcí jako takových, což přináší několik výhod. Mezi ně patří efektivní zvětšení kapacity bloku, zlevnění transakcí nebo oprava chyby nazývané transaction malleability.
Implementace technologie SegWit umožnila vývoj tzv. second layer scaling řešení, jako je lightning network.
Koncoví uživatelé bitcoinu si mohou vybrat zda ho používat nebo ne výběrem odvození bitcoinových adres při generování bitcoinové peněženky z privátního klíče. Bitcoinové adresy podporující SegWit začínají buď číslicí 3 nebo písmeny bc.

## Genesis blok

Bitcoin Genesis blok s odkazem na The Times

Dne 3. ledna 2009 byl vytěžen první blok bitcoinové sítě, tzv. genesis blok (také známý jako blok číslo 0), jehož odměna činila 50 bitcoinů. Do datové části tohoto bloku vložil jeho tvůrce, Satoši Nakamoto, následující zprávu: "The Times 03/Jan/2009 Chancellor on brink of second bailout for banks". Tento text je přímým citátem titulku britských novin The Times ze stejného dne a je obecně interpretován jako časová známka i jako kritika tradičního bankovního systému, zejména v kontextu tehdejší globální finanční krize. Genesis blok se stal základem první decentralizované blockchainové sítě a jeho symbolika je často zmiňována jako vyjádření motivace pro vznik bitcoinu.

## Rozdělení bitcoinu
Před 1. srpnem 2017 docházelo k hlasování těžařů o budoucí aktualizaci protokolu bitcoinu a jelikož hlasování nebylo úplně jednotné, tak se malá skupina těžařů odtrhla a vznikla nová virtuální měna nazývaná bitcoin cash. Někteří její významní podporovatelé, například investor Roger Ver, dokonce označují bitcoin cash za „ten pravý bitcoin“. Argumentují hlavně v porovnání s bitcoinem nižšími transakčními poplatky, jež mají napomoci většímu rozšíření bitcoin cash mezi uživateli. O sedm měsíců později, v únoru 2018, byla přitom výše poplatků za transakce bitcoinem a bitcoin cash srovnatelná.
Později se od bitcoinu oddělila měna SegWit2×. Koncem roku 2017 bylo očekáváno oddělení (hardfork) třetí měny, ovšem 9. listopadu 2017 bylo oznámeno, že k tomuto dělení nedojde.

## Hodnota bitcoinu

Hodnota bitcoinu v USD

Bitcoin je samostatná měna, zcela nezávislá na tradičních měnách jako koruna, euro apod. Hodnota bitcoinu – podobně jako většiny ostatních měn – vychází z poptávky a nabídky na trhu, a je tedy dána ekonomickou rovnováhou. Bitcoin není kryt zlatem ani jinými komoditami, ale podobně jako u jiných běžných měn je jeho hodnota závislá na důvěře, že s ním bude možno v budoucnu zaplatit stejně jako dnes. Někteří autoři též poukazují na to, že už skutečnost, že existuje měna, která je nezávislá na rozhodnutí centrálních autorit, je sama o sobě hodnotná.
Jako jedno z rizik budoucí hodnoty bitcoinu je uváděn klesající podíl bitcoinu na celkové tržní kapitalizaci alternativních měn. Od roku 2013 do poloviny roku 2017 klesl podíl tržní kapitalizace bitcoinu oproti ostatním kryptoměnám ze zhruba 95 % na méně než 40 %.
Hodnota bitcoinu není určena počtem či výkonem těžařů: při zvýšení hodnoty se zvedne výkon těžařů, ne naopak. Těžaři neurčují hodnotu bitcoinu, ta je dána pouze poměrem mezi nabídkou a poptávkou. Též bývá chybně uváděno, že je kryta vzácností, nepadělatelností apod. Tyto vlivy nemají přímou vazbu na hodnotu, ale na důvěru, která má vliv na nabídku a poptávku. Na hodnotě se tedy podílejí, ale nepřímo.
V době doposud největší cenové bubliny bitcoinu 28. listopadu 2017 překročila hodnota této měny 10 000 USD (270 000 Kč) za 1 BTC. Dva dny poté oznámila hlavní americká bitcoinová platforma Coinbase, že počet otevřených účtů překročil 13,3 milionů. Cena tehdy nadále pokračovala v růstu až k 20 000 USD koncem roku 2017.
Vůbec nejvyšší hodnoty Bitcoin dosáhl v prosinci 2024 poté, co cena za jednu minci překročila hranici 100 tisíc amerických dolarů. Byl tím překonán původní rekord z listopadu téhož roku. V červenci 2025 činila cena jedné mince již 123 tisíc amerických dolarů.

### Hodnota bitcoinu v historii
Kurz bitcoinu se občas vyznačuje vysokou volatilitou, tedy prudkým kolísáním ceny v krátkém časovém úseku. Ze střednědobého a dlouhodobého hlediska však vykazuje neustálý nárůst.
Bitcoin začínal jako čistě akademický projekt, kdy ho používali především odborníci a zájemci o technologii samotnou. Technologie však zaujala natolik, že hodnota bitcoinu po dlouhou dobu stoupala. To přivedlo i zájemce, kteří investují čistě ze spekulativních důvodů. Hodnota bitcoinu tak zažila za svoji krátkou existenci prudký růst, vrchol investiční bubliny i částečný pád.
Obchodování s bitcoinem je možné rozdělit do tří období. V období do června roku 2013 se bitcoinem zabývali téměř výhradně IT specialisté. V roce 2013 si situace v kryptoměnách ve větším měřítku všimli profesionální investoři, do svých platforem zařadili bitcoinoví obchodníci s deriváty. V průběhu roku 2017 se k obchodování s bitcoinem přidala i širší veřejnost.
Vzrůst a pád hodnoty bitcoinu byl dán různými podněty. V období do roku 2013 souvisela cena bitcoinu více s dostupností technologií a vytěženým množstvím kryptoměny. V období od roku 2013 do roku 2017 byla důležitá vzrůstající akceptace bitcoinu obchodníky, zprávy o regulaci, případně zákazech kryptoměn a podvodech nebo krachu bitcoinových burz. Projevily se také nepopulární kroky tradičních bank (např. zdaňování bankovních vkladů na Kypru). V roce 2017 měla podstatný vliv důvěra v další růst a přísun nových kupujících, bitcoinové platformy také hlásily značný nárůst počtu nově otevřených obchodních účtů v řádu jednotek procent za den.
Z 24. na 25. května 2017 stoupla cena o 500 dolarů (+22 %). V průběhu 2 měsíců do konce listopadu 2017 vzrostla cena bitcoinu o 150 % až na 10 000 USD a do konce roku 2017 na téměř 20 000 USD. Tento stav je přirovnáván k tulipánové horečce. Danou tezi ještě podporuje následný prudký propad kurzu bitcoinu o více než polovinu, k němuž došlo během ledna a února 2018. Některé hedgeové fondy, například Silver 8 Capital, chtěly situace náhlého cenového poklesu kryptoměn využít a nalákat nové investory s tím, že jejich hodnota opět brzy poroste.

### Cenové špičky na bitcoinu a vliv půlení

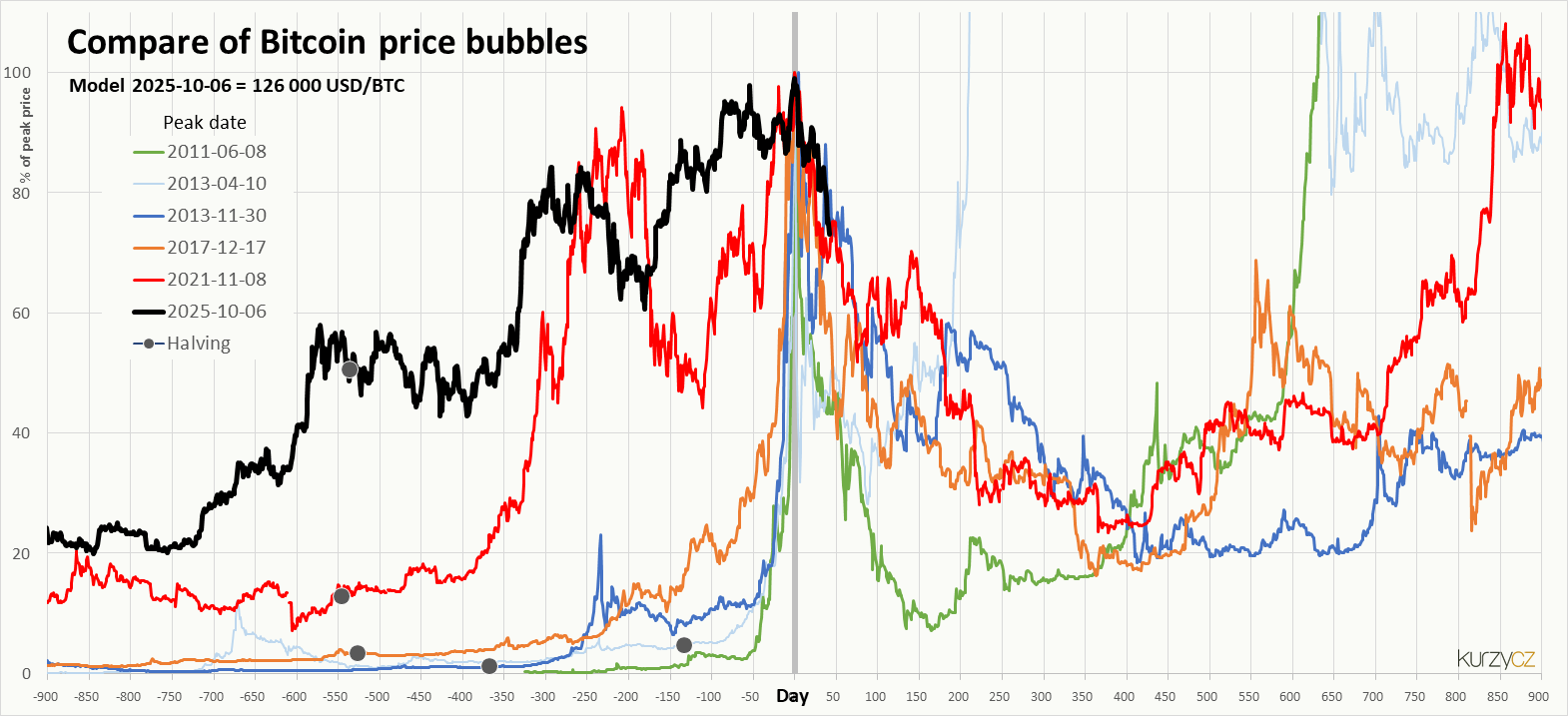
Cenové špičky v letech 2011, 2013, 2017 a 2021

V průběhu obchodování s bitcoinem se objevily tzv. cenové bubliny, kdy cena bitcoinu prudce rostla na několikanásobek v období týdnů až měsíců, s následnou korekcí. Bitcoin má však podle analýzy na webu Kurzy.cz dlouhodobě tendenci ke stabilizaci – každá nová vzestupná fáze má nižší násobek změny, než fáze předchozí, zároveň se také zmenšuje relativní pokles po vzestupné fázi.

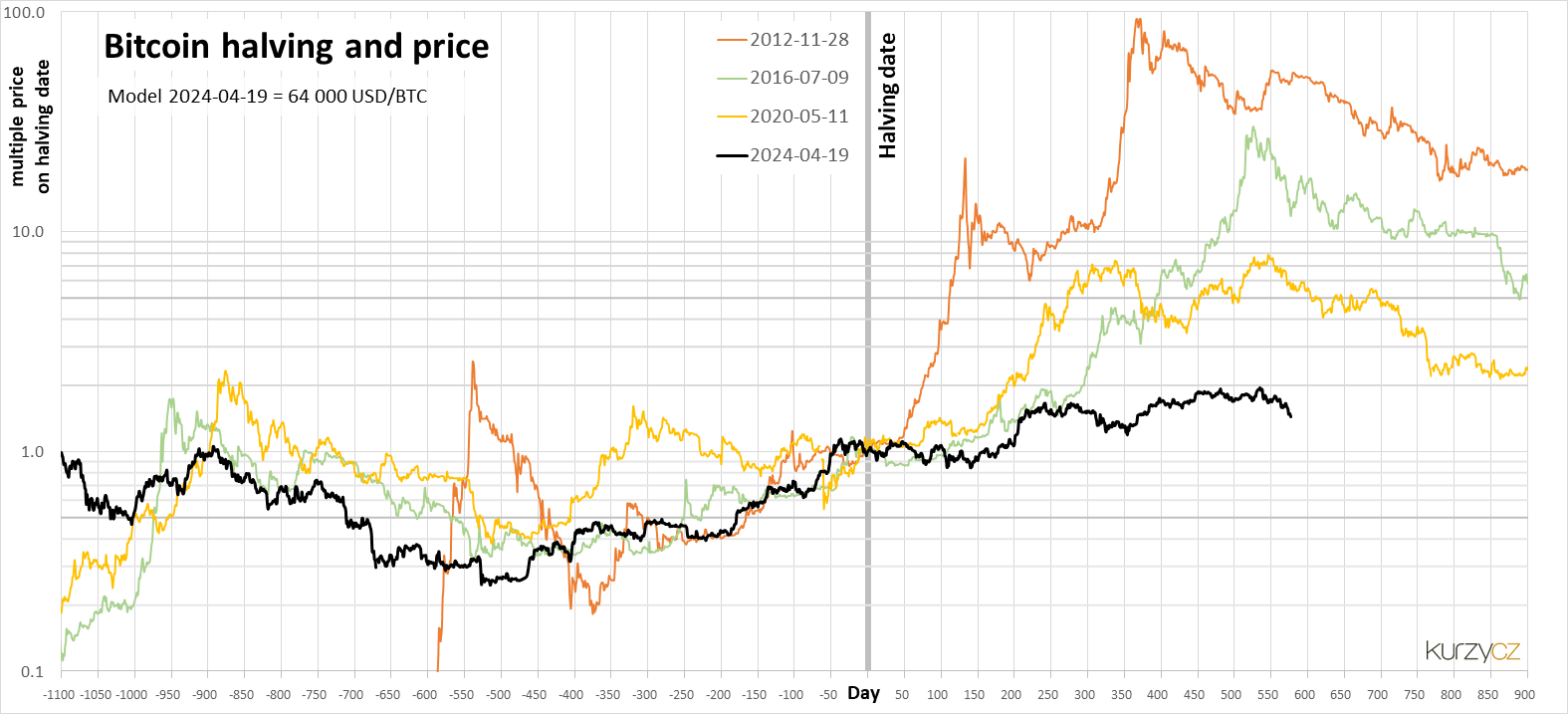
Vývoj ceny BTC vzhledem k datu halvingu

Jednotlivé cenové fáze u bitcoinu souvisejí pravděpodobně s cykly takzvaného půlení (halvingu), tedy snižováním odměny vyplácené těžařům na polovinu. K tomu dochází po vytěžení každých 210 000 bloků, tedy jednou za necelé čtyři roky. K dalšímu půlení tak dojde nejspíš na začátku roku 2028.
| Období / datum | Kurz před | Max       | Kurz po  | Max/Před | Po/Před | Max/Po |
| -------------- | --------- | --------- | -------- | -------- | ------- | ------ |
| 8. 6. 2011     | 0,90      | 31,91     | 7,81     | 35,3×    | 8,7×    | 4,1×   |
| 9. 4. 2013     | 14,13     | 266,00    | 89,25    | 18,8×    | 6,3×    | 3,0×   |
| 30. 11. 2013   | 121,17    | 1 165,89  | 624,89   | 9,6×     | 5,2×    | 1,9×   |
| 17. 12. 2017   | 4 622,01  | 19 764,51 | 7 795,02 | 4,3×     | 1,7×    | 2,5×   |

Za bublinu bitcoin přesto považuje např. investiční poradce Jan Traxler. Americký ekonom Nouriel Roubini označil bitcoin za „matku všech bublin“.
Evropská dluhová krize (2010–2014)
Během tohoto období byl Bitcoin v počátku, s cenami začínajícími pod $0.10 v roce 2010 a dosahující přibližně $1,000 do prosince 2013. Počáteční data z Bitcoin Price History Chart ukazují ceny jako $0.005472 v březnu 2010, stoupající na $0.10 do října 2010, podle Investopedia Bitcoin Price History. Krize, ovlivňující evropské země jako Řecko, neukázala přímou korelaci s cenami Bitcoinu, pravděpodobně kvůli jeho malé tržní velikosti a nedostatku mainstreamového přijetí.  
Čínský akciový trh krach (2015–2016)
Krach, započatý v červnu 2015, viděl pokles Šanghajského kompozitního indexu o 30%. Cena Bitcoinu, začínající na $317 v lednu 2015 a končící na $432 do prosince 2015, ukázala stabilitu. Data z CoinMarketCap Bitcoin Historical Data ukazují ceny kolem $250 v červnu 2015, stoupající na $290 do konce června, což naznačuje minimální dopad od krachu.  
2018 Globální obchodní válka
Započata americkými celními sazbami v lednu 2018, toto období vidělo pokles ceny Bitcoinu z $14,167 na $3,769 do konce roku. I když obchodní válka přispěla k ekonomické nejistotě, pokles byl také součástí širší korekce po vrcholu v roce 2017, jak je uvedeno v historických grafech z CoinMarketCap Bitcoin Historical Data.  
2020 Pandemie COVID-19
Pandemie vyvolala globální ekonomický pokles, s Bitcoinem klesajícím z $9,800 v únoru 2020 na $4,900 do 12. března 2020, v souladu s krachy akciových trhů. Obnova na $6,500 do dubna 2020 byla pozoruhodná, podle Forbes Bitcoin Performance During Crisis, což naznačuje odolnost a potenciální vlastnosti bezpečného přístavu po počáteční panice.  
2022 Inflace a zvýšení úrokových sazeb
S rostoucí inflací a centrálními bankami zvyšujícími sazby, Bitcoin klesl z $46,312 v lednu 2022 na $16,548 do prosince 2022, zrcadlící pokles rizikových aktiv. Toto období zdůraznilo citlivost Bitcoinu na makroekonomické faktory, jak je podrobně uvedeno ve studiích MDPI Bitcoin Volatility Analysis o volatilitě.  
Vzory a vhledy
Výzkum, včetně Financial Innovation Bitcoin Dynamics, naznačuje, že výkon Bitcoinu se liší podle typu krize. Krize specifické pro finanční systém, jako bankovní krize, mohou vidět Bitcoin jako útočiště, s zvýšeným obchodním objemem, jak je uvedeno v Emerald Insight Bitcoin Trading Volume. Obecné ekonomické krize, jako pandemie, ukazují počáteční poklesy, ale potenciální obnovu, poháněnou institucionálním zájmem a vnímaním jako „digitální zlato“, podle Investing.com Safe Havens Analysis.  
Předpověď pro budoucí pokles
Předpovídání chování Bitcoinu v budoucím poklesu zahrnuje zohlednění historických trendů a současných tržních dynamik. Krátkodobě může klesnout jako riziková aktivita, vzhledem k jeho korelaci s akciemi během počátečních fází krize. Dlouhodobě, pokud krize oslabí důvěru v tradiční finance, může se Bitcoin vzpamatovat, potenciálně fungovat jako ochrana. Toto je podporováno jeho rostoucím institucionálním přijetím a studiemi, jako PMC Bitcoin and Pandemic Attention, které zdůrazňují jeho roli během poklesu trhu.  
Faktory ovlivňující budoucí výkon zahrnují regulační vývoj, technologické pokroky a tržní nálady. Například během bankovní krize v roce 2023 byly ceny Bitcoinu zvýšeny, což naznačuje vyvíjející se vnímaní, podle MDPI Bitcoin Volatility Analysis. Nicméně, volatilita zůstává starostí a předpovědi jsou inherentně nejisté, vzhledem k relativně krátké historii Bitcoinu.  
Závěr
Historické hodnocení Bitcoinu během ekonomických krizí je smíšené, s poklesy v obecných krizích a potenciální odolností v krizích specifických pro finanční systém. V budoucím poklesu může zpočátku klesnout, ale může se vzpamatovat, zejména pokud se oslabí důvěra v tradiční systémy. Tato analýza poskytuje základ pro informované rozhodování, s uznáním složitosti a vyvíjející se povahy trhu kryptoměn.  

## Investování do bitcoinu
Bitcoin se v mnohem větší míře než pro placení používá díky Cantillonovu efektu jako investice. Před investicemi do bitcoinu ale varovala Evropská centrální banka nebo Deutsche Bank. Podle hlavního investičního stratéga banky Ulricha Stephana měna není regulovaná a prochází nadměrnými výkyvy.
V roce 2021 schválil Salvador jako první země na světě bitcoin jako zákonné platidlo. Firmy tak budou muset přijímat Bitcoin nebo americký dolar za svoje služby a produkty.[zdroj?] Bitcoin je v Salvadoru již hojně využíván – např. na posílání financí do země od lidí, kteří pracují v jiných zemích a posílají peníze svým rodinám.
Dne 27. dubna 2022 Středoafrická republika přijala bitcoin jako zákonné platidlo v zemi.
V roce 2024 americká Komise pro cenné papíry schválila žádosti investičních společností o spotová ETF kopírujících cenu Bitcoinu. Bitcoin se tím legitimizoval pro institucionální investory a dostal se do středu investičního zájmu korporací (Microsoft, Microstrategy aj.). Ředitel digitálních aktiv největší investiční korporace na světě BlackRocku uvedl pro Bloomberg, že je velký omyl považovat Bitcoin za rizikové aktivum. Zdůraznil jeho fundamenty, aspiraci na roli nového globálního peněžního systému, absenci geografického rizika a rizika protistrany, a jeho téměř nulovou dlouhodobou korelaci s akciemi, jakožto rizikovými aktivy.

## Spotřeba energie a negativní důsledky těžby bitcoinu

### Energetická náročnost těžby
Součástí nákladů na fungování bitcoinu je spotřeba elektrické energie na těžení nových bitcoinů. Dolování bitcoinu v roce 2017 spotřebovalo více elektrické energie než jaká byla spotřeba 20 evropských zemí. Při celosvětovém porovnání v roce 2017 byla spotřeba energie na dolování bitcoinu větší, než spotřeba elektrické energie ve 159 zemích. Mezi země, u kterých při porovnání jejich celkové spotřeby elektrické energie a celkového objemu elektrické energie spotřebovaného na těžení bitcoinu je spotřeba energie na dolování bitcoinu vyšší, patřilo Irsko, Chorvatsko, Srbsko, Slovensko a Island.
Na začátku listopadu 2017 podle odhadů bitcoin spotřeboval 25,76 TWh elektřiny za rok. Kdyby byl bitcoin zemí, podle v té době aktuálního žebříčku spotřeby energie by se umístil na 68. místě, těsně za Ománem. Energie spotřebovaná na těžbu bitcoinu by tak pokryla asi 36 % elektrické energie spotřebované v roce 2016 v Česku.
Začátkem roku 2018 vyžadovalo ověření jedné transakce bitcoinem stejné množství energie jako 465 tisíc plateb kartou Visa.
Zastánci bitcoinu ale argumentují, že takové srovnání ignoruje rozdílné funkce celé Bitcoinové sítě a platebních karet. Platební karty pro fiat měny jsou funkcí srovnatelnou s Lightningem pro Bitcoin. Podle popularizátora bitcoinu Andrease Antonopoulose ve srovnání s energetickou náročností současného finančního sektoru, kam by se počítaly i náklady na provoz centrálních bank, systémy na vypořádání transakcí (SWIFT, SEPA...), bankomatů, či tisk a rozvoz bankovek, údajně stále nejde o tak vysoká čísla. Zároveň také argumentují, že energetická náročnost je nízkou cenou za nejbezpečnější peněžní systém v historii. Obrovská výpočetní síla těžařů zaručuje obranu proti jakékoli snaze o manipulaci údajů v blockchainu. Tím je mimo jiné zaručena nezměnitelnost monetární politiky Bitcoinu, ve které se tolik liší od fiat měn, jejichž monetární politika je neustále měněna centrálními bankami.
Kvůli vysoké spotřebě pro jejich těžení jsou podle amerického ekonoma Nouriela Roubiniho nejen bitcoin ale i další digitální měny přírodní pohromou.
Je nutno ovšem dodat, že podle analýzy z roku 2019 pochází 74 % výpočetního výkonu vynaloženého na těžbu bitcoinu z obnovitelných zdrojů. Okolo 60–70 % vytěžených bitcoinů pochází z Číny, která sice získává více než dvě třetiny energie z uhelných elektráren, nicméně těžení bitcoinu se v Číně odehrává především v oblastech bohatých na větrnou a vodní energii. 80 % těžby se koncentruje v provincii S’-čchuan bohatou na hydroelektrárny. Těžení v těchto oblastech absorbuje nadprodukci hydroenergie, která by jinak přišla na zmar. Těžbě bitcoinu v ostatních zemích také dominují obnovitelné zdroje: Island (100 %), Québec (99,8 %), Britská Kolumbie (98,4 %), Norsko (98 %) a Gruzie (81 %).
Objevují se však i optimističtější názory, které tvrdí, že energická spotřeba bitcoinu již více neporoste, naopak bude klesat. První půlka argumentace se opírá fakt, že s rostoucím zájmem lidí se zvyšuje výpočetní výkon (spotřeba energie) a v závislosti na tom i náročnost těžby tak, aby k ověření jednoho bloku docházelo vždy jednou za 10 minut. Druhá půlka argumentace se opírá o tzv. halving, tj. pravidelné půlení odměny (od roku 2016 je 12,5 BTC) za ověření bloku, ke kterému dochází každé čtyři roky.
V srpnu 2019 náklady na energii snižovaly zisk z těžby bitcoinu v průměru o 48,1 %. Pokud by při dalším halvingu (z 12,5 na 6,25 BTC) v květnu 2020 nestoupla cena bitcoinu alespoň na 20 tisíc dolarů, spotřebovaná energie by se pravděpodobně snížila, neboť by se v ten moment těžařům těžba příliš nevyplatila.

### Vznik elektroodpadu
Podle studie vědců Alexe de Vriese a Christiana Stolle těžaři bitcoinu ročně vyprodukují 30 700 tun elektronického odpadu. V průměru na jednu transakci připadá vznik 272 gramů elektroodpadu, a to v důsledku zastarávání počítačů užívaných pro těžbu. Jejich průměrná životnost činí méně než 15 měsíců, užívají vysoce specializované ASIC čipy, které po zastarání nemají jiné využití.

### Hlukové znečištění
Velké bitcoinové farmy mohou být významným zdrojem hlukového znečištění. Těžební zařízení běží nepřetržitě 24/7 a generují značné množství tepla. K zabránění přehřívání se obvykle používají vysokorychlostní chladicí ventilátory, které však často způsobují výrazný hluk.Velkokapacitní těžební provozy v blízkosti obydlených oblastí vytvářejí tolik hluku, že často dochází ke sporům s místními obyvateli. Například v roce 2024 zažalovali obyvatelé města Granbury v Texasu místní společnost Marathon Digital Holdings, Inc., těžící bitcoiny, kvůli hlukovému znečištění. Žaloba uvádí, že hlukové znečištění má dopad na psychické i fyzické zdraví obyvatel a snižuje celkovou kvalitu života ve městě.

## Směnárny a využití měny

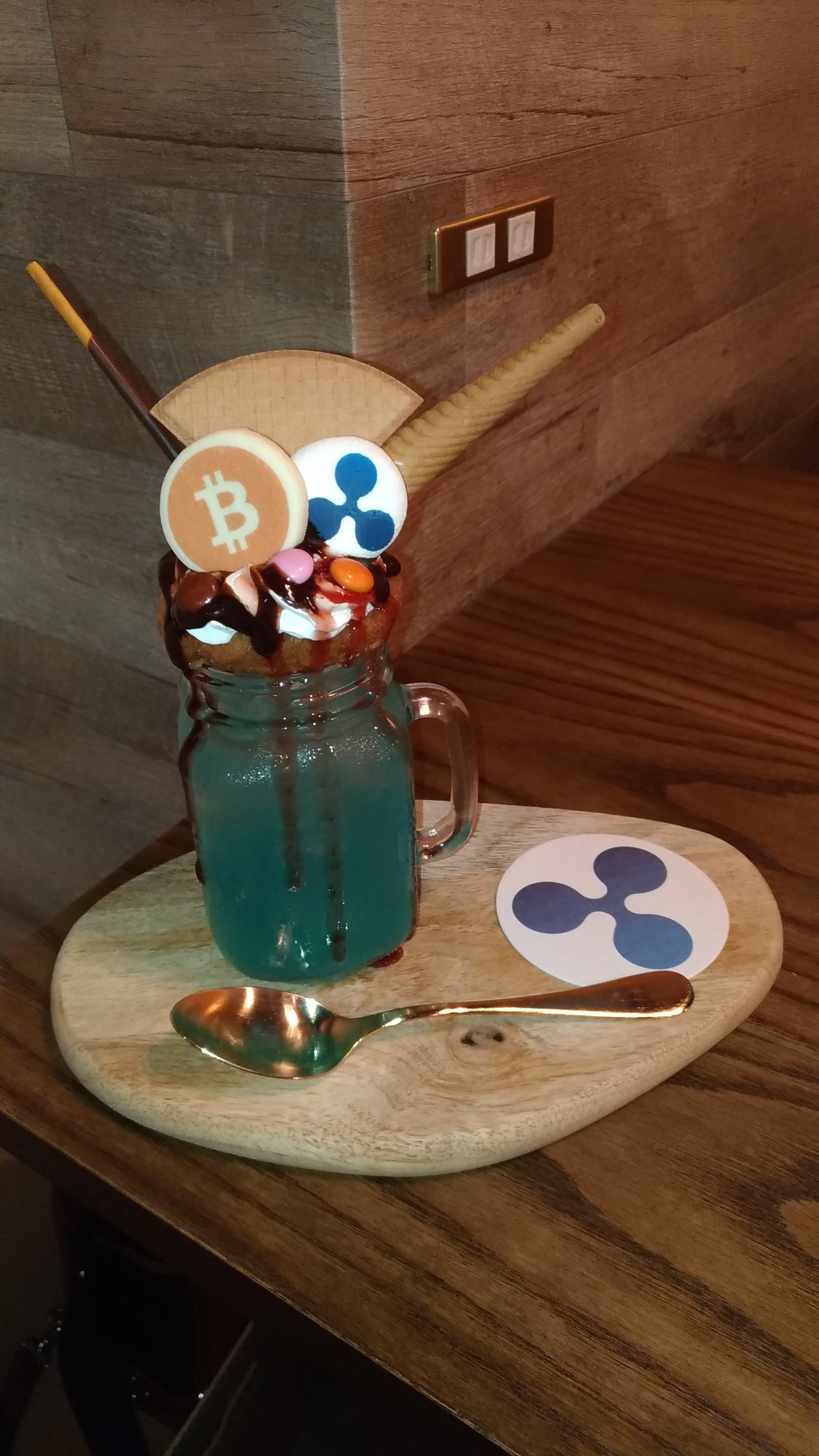
V kryptoměnové kavárně a baru Coins v Ósace se na rozdíl od českého protějšku v Paralelní Polis dalo platit jak kryptoměnami, tak i kreditní kartou a běžnou (fiat) měnou (na obrázku je nápoj s Ripple kryptoměnovou tematikou)

Bitcoiny lze získat (nebo prodat) třemi hlavními způsoby:
- Kryptoměnové burzy - např. Kraken, Binance, Bitpanda, v česku Coinmate
- Bitcoinové směnárny - např. Anycoin
- Přímá směna s některým uživatelem, který je ochotný bitcoiny prodat/koupit.
- Těžba bitcoinů
  - ať už sám, nebo v některém z uskupení (tzv. poolu). Výkonný hardware, na kterém se těžba provozuje, má poměrně velkou spotřebu (dříve procesory a grafické karty, v současnosti[kdy?] speciální programovatelné obvody). Těžit bitcoin se podle propočtů analytiků vyplatí zhruba od kurzu šesti tisíc dolarů za jeden bitcoin.[83]

Využití měny je zatím poměrně malé, patrně kvůli příliš proměnlivému kurzu a nejistým legislativním otázkám obchodníků.
V roce 2014 začala sponzorské dary v bitcoinech přijímat Apache Software Foundation i Nadace Wikimedia.
V květnu 2017 začal bitcoin přijímat internetový obchod Alza.cz, který do budoucna plánuje i podporu jiných kryptoměn. Prvním z podporovaných altcoinů se stal v únoru 2018 litecoin.
V listopadu 2017 proběhl i první známý prodej bytu za bitcoin na světě, a to v Praze skrz českou společnost HOME Hunters Praha. Jednalo se o světově druhou nemovitost, po tom co v září 2017 první rodinný dům prodali v americkém Texasu.
Podle viceguvernéra ČNB Mojmíra Hampla bitcoin jakožto deflační měna je pro běžný platební styk nevhodný a velké výkyvy v jeho ceně brání lidem, aby si jej masově osvojili pro nákupy.

## Software pro bitcoin (klienty)
Oficiálním klientem je Bitcoin Core (dříve Bitcoin Qt). To je jediný „úplný“ klient (fungující i jako serverová část), který však obsahuje kompletní databázi transakcí (blockchain). Z důvodu své náročnosti bývá označován za nevhodný pro koncového uživatele.
Další kategorií jsou tzv. tenké klienty (Electrum, MultiBit), které fungují jako interface k jinému serveru. To ale nijak nesnižuje jejich bezpečnost; soukromé klíče má uživatel pouze na svém počítači a nikdy se nikam neposílají. Server může být jakýkoli uzel bitcoinu, není vázán na uzel od autora software.[zdroj⁠?!]
Pro pokročilé uživatele a vývojáře je určen klient Armory, který běží nad Bitcoin Core a umožňuje mnohem bohatší správu.[zdroj⁠?!]
Pro mobilní telefon existují aplikace jako BitcoinSpinner nebo Bitcoin Wallet. Při posílání adres se často používají QR kódy.

## Regulace
V roce 2013 Německo bitcoin uznalo jako oficiální virtuální měnu, zisky z transakcí se daní standardní sazbou daně z příjmu fyzické osoby. Nedaněné zisky lze realizovat pouze držením bitcoinu déle než 1 kalendářní rok. Zdaněny jsou také transakce mezi bitcoinem a altcoiny, kdy se hodnota transakce převádí na aktuální kurz v euru. Zdaněna je i těžba bitcoinů, kdy těžař je oprávněn odečíst veškeré náklady na těžbu bitcoinu, jako jsou nákup zařízení či spotřeba elektrické energie.
V Česku zatím legislativa zaměřená specificky na kryptoměny chybí, to však z investorů nesnímá povinnost danit dosažené zisky podle stávajících regulí. Naopak slovenské ministerstvo financí se chystá zdanit digitální měny zvláštní sazbou.
V prosinci 2013 Čínská lidová banka zakázala finančním institucím používat bitcoin, zatímco jeho používání veřejností povolila.
V září 2015 americká Komise pro komoditní obchody (Commodity Futures Trading Commission, CFTC) oficiálně označila bitcoin za komoditu. To také znamená, že se provozovatelé bitcoinových burz musejí registrovat a provozovat své obchody pod dohledem. Austrálie již dříve prohlásila, že bitcoin je nehmotným aktivem, čímž ho učinila zdanitelným.
Odborníci časem očekávají regulaci ze strany dalších států a bank. Obavy z přísnějšího postupu států vůči kryptoměnám přispěly začátkem roku 2018 k propadu hodnoty bitcoinu a dalších digitálních měn až o polovinu.
Na začátku roku 2017 některé banky v České republice blokovaly platby pro bitcoinové směnárny.
Vývoj a rizika kryptoměn sleduje rovněž Evropská centrální banka. Její šéf Mario Draghi ale začátkem roku 2018 uvedl, že regulace bitcoinu není záležitostí této instituce.
V červenci roku 2018 vstoupila v platnost směrnice ALM (Anti Money Laundering) Evropského parlamentu. Podle ní jsou členské státy EU povinny do 20. ledna 2020 zřídit specializované registry, do kterých se zaregistrují všechny firmy, které nabízí směnu nebo ukládání kryptoměn. Česká republika tuto směrnici rozšířila na úplně všechny firmy, které poskytují služby spojené s kryptoměnami, tj. například i obchodníci přijímající BTC. Podle odborníků by tím mohli být znevýhodněni oproti konkurenci ze zahraničí.
Speciální registr bude vedený pod Živnostenským úřadem a k jeho údajům bude mít přístup i Finanční analytický úřad bojující proti praní špinavých peněz. Registrace má zahrnovat také přísnější a důslednější kontrolu klientů i plateb. V případě nesplnění těchto požadavků hrozí subjektům pokuta až ve výši půl miliónu korun.
Tím bude zatížen zejména klient služeb spojených s kryptoměnami, kterému z toho neplynou žádné výhody. Bude pod podobným dohledem jako v případě finančních institucí, ovšem bez jejich zákonných garancí. Vystavuje se tedy riziku ztráty osobních údajů.
V dubnu 2023 schválil Evropský parlament nařízení MiCA, které bylo přijato s cílem vytvořit jednotný regulatorní rámec pro kryptoaktiva v rámci vnitřního trhu EU. Nařízení je součástí širší iniciativy Evropské komise známé jako Balíček pro digitální finance a představuje první komplexní regulaci kryptoaktiv na úrovni EU. V ČR je zákon č. 31/2025 Sb. o digitalizaci finančního trhu v účinnosti od 15. 2. 2025, který pravomoci dozoru v této oblasti svěřil České národní bance (ČNB).

## Rizika
Kvalitní šifrování zajišťuje to, že celá bitcoinová síť je technologicky vyspělá a platby probíhají bez závažných komplikací. Kryptografie bitcoinu nebyla dosud prolomena, ovšem i tak jsou zde určitá rizika. Celá síť je totiž online a proto je teoreticky náchylná k útokům hackerů. Dalším rizikem je možná duplikace bitcoinu jakožto digitálního média. Jde o to, že uživatel může zaplatit dvakrát stejným bitcoinem („double spending“). Hrozí, že pokud proces ověření plateb proběhne ve stejný moment, obě transakce mohou být považovány za validní (oběma obchodníky – v samotné bitcoinové síti bude po určitém čase validní vždy pouze jedna transakce, proto pro zamezení podvodu stačí, aby obchodník vždy počkal na ověření transakce v BTC síti alespoň do hloubky tří bloků). Další možnou hrozbou pro bitcoin jsou tzv. kvantové počítače.
Útoky se dějí i na jednotlivé burzy. Koncem roku 2018 byl objeven kód cílený na burzu Gate.io v trackovacím skriptu StatCounteru.
Bitcoin by mohla ohrozit úspěšné vytvoření kvantového počítače, který by musel mít odhadem 13 miliónů qubitů. V prosinci 2024 firma Google ohlásila úspěšnou výrobu kvantového čipu se 105 quibity. Kurz bitcoinu na to reagoval krátkodobým poklesem hodnoty.

## Kontroverze
Bitcoin přináší poměrně velké množství nových přístupů, které vzbuzují diskuse a otázky nad budoucností měny. Častá tvrzení jsou:
- zabudovaná deflace měny: kvůli omezenému množství peněz bude docházet k trvalé deflaci, avšak mnoho ekonomů zastává přínos spíše inflace. Oponenty jsou zastánci deflační ekonomiky.[112][113][114]
- krytí měny: hodnota měny je pouze spekulativní, samotná měna není ničím kryta. Častým protinázorem je poukázání na fakt, že Bitcoinová síť je kryta obrovskou výpočetní silou, pomocí které ji těžaři zabezpečují.[115]
- zneužitelnost pro trestnou činnost: měna je kvůli náročné vystopovatelnosti a nemožnosti kontroly vhodná k trestné činnosti.[116] Ke stejnému účelu však lze zneužít i běžnou hotovost, neboť ta je také relativně anonymní. Ale také velké množství komodit.
- neúplná anonymita: neexistuje opravdu spolehlivé zakrytí toho, jaké peníze odkud přišly.[117][118][119] Tento fakt zároveň vyvrací předchozí bod o jednoduchosti použití Bitcoinu k trestné činnosti.
- český směnárenský server Bitcash.cz byl hacknut, majitelům zmizely bitcoiny za několik milionů korun.[120] Nicméně je třeba si uvědomit, že bezpečnost jakékoliv směnárny nemá nic společného s bezpečnostní samotného Bitcoinu. Pokud majitel předá své privátní klíče třetí straně, vždy riskuje jejich ztrátu. Tímto krokem totiž vymění bezpečnost bitcoinového protokolu za důvěru v poctivost oné třetí strany, které své bitcoiny svěřil.